# Cuenca (Equador)
Cuenca (nom oficial Santa Ana de los Cuatro Ríos de Cuenca) és una ciutat de l'Equador, capital de la província d'Azuay. Situada a uns 2.500 metres sobre el nivell del mar, a la part sud de la serralada andina equatoriana, és la tercera ciutat de major importància del país i té uns 329.928 habitants. El seu centre històric colonial fou declarat patrimoni cultural de la humanitat per la UNESCO l'1 de desembre de 1999.

## Geografia
La ciutat està situada a 450 km al sud de Quito, capital de la República i a 243 km de la ciutat de Guayaquil, principal port de l'Equador. És dividida en dues parts pel riu Tomebamba, que separa el centre històric al nord amb les seves cases senyorials de l'anomenat barranco i la ciutat moderna al sud amb barris residencials, edificis, centres comercials y àmplies avingudes.
El riu Tomebamba rep les aigües de les llacunes d'origen glacial del Parc Nacional Cajas, ubicat a 30 km a l'oest de la ciutat i un important centre natural, arqueològic i de biodiversitat de l'Equador.
La plaça central està situada a 2.550 msnm

## Clima
Cuenca gaudeix d'un clima privilegiat, ja que està situada dins d'una extensa vall en mig dels Andes amb una temperatura variable entre 7 a 15 °C a l'hivern i de 12 a 25 °C a l'estiu. Es pot dir que posseeix un clima primaveral tot l'any, ideal per al cultiu de flors que s'exporten fora del país.

## Història
Els primers assentaments són d'origen cañari, que la convertiren en la capital de la seva confederació, amb el nom de Guapondelig ('terra gran com els cels'). Després de la conquesta inca, durant uns anys fou la segona capital de l'Imperi Inca, amb el nom de Tomebamba. Fou conquerida el 1533 pels espanyols i la fundació oficial la realitzà Gil Ramírez Dávalos el 12 d'abril de 1557, amb el nom complet de Santa Ana de los Cuatro Rios de Cuenca, en honor de la ciutat espanyola de Conca, vila del virrei del Perú Andrés Hurtado de Mendoza qui n'encarregà la fundació.

## Personatges il·lustres
- Patricio Cueva Jaramillo, pintor i periodista.
- César Dávila Andrade, escriptor i poeta.
- Sant Miguel Febres Cordero, important pedagog, escriptor i lingüista.
- Jefferson Pérez, atleta.